# Florian Lengauer
Florian Thomas Lengauer (* 25. Januar 1997 in München) ist ein deutscher American-Football-Spieler. Er spielte 2024 als Wide Receiver und Holder bei Stuttgart Surge in der European League of Football.

## Sportliche Laufbahn
Lengauer begann seine Karriere 2021 bei den Munich Cowboys als Wide Receiver. Seit 2023 spielt er bei Stuttgart Surge als Wide Receiver, wobei er 2023 auch als Punter eingesetzt wurde und 2024 als Holder. In seiner ersten Saison für Stuttgart erzielte er zwei Touchdowns und zählte zu den Top 8 Puntern der Liga. In der ELF 2024 fing er im Halbfinale einen Touchdown.

## Karriere
Lengauer promovierte 2023 an der Ludwig-Maximilians-Universität München an der Fakultät für Pharmazie.